# Espineta encaputxada
L'espineta encaputxada (Origma murina) és un ocell de la família dels acantízids (Acanthizidae).

## Hàbitat i distribució
Habita el sotabosc de la selva pluvial a les illes Aru i oest de les illes Raja Ampat de Waigeo, Batanta, Salawati i Misool i a Nova Guinea, incloent l'illa Yapen 